# Johanneskirche (Luxemburg)

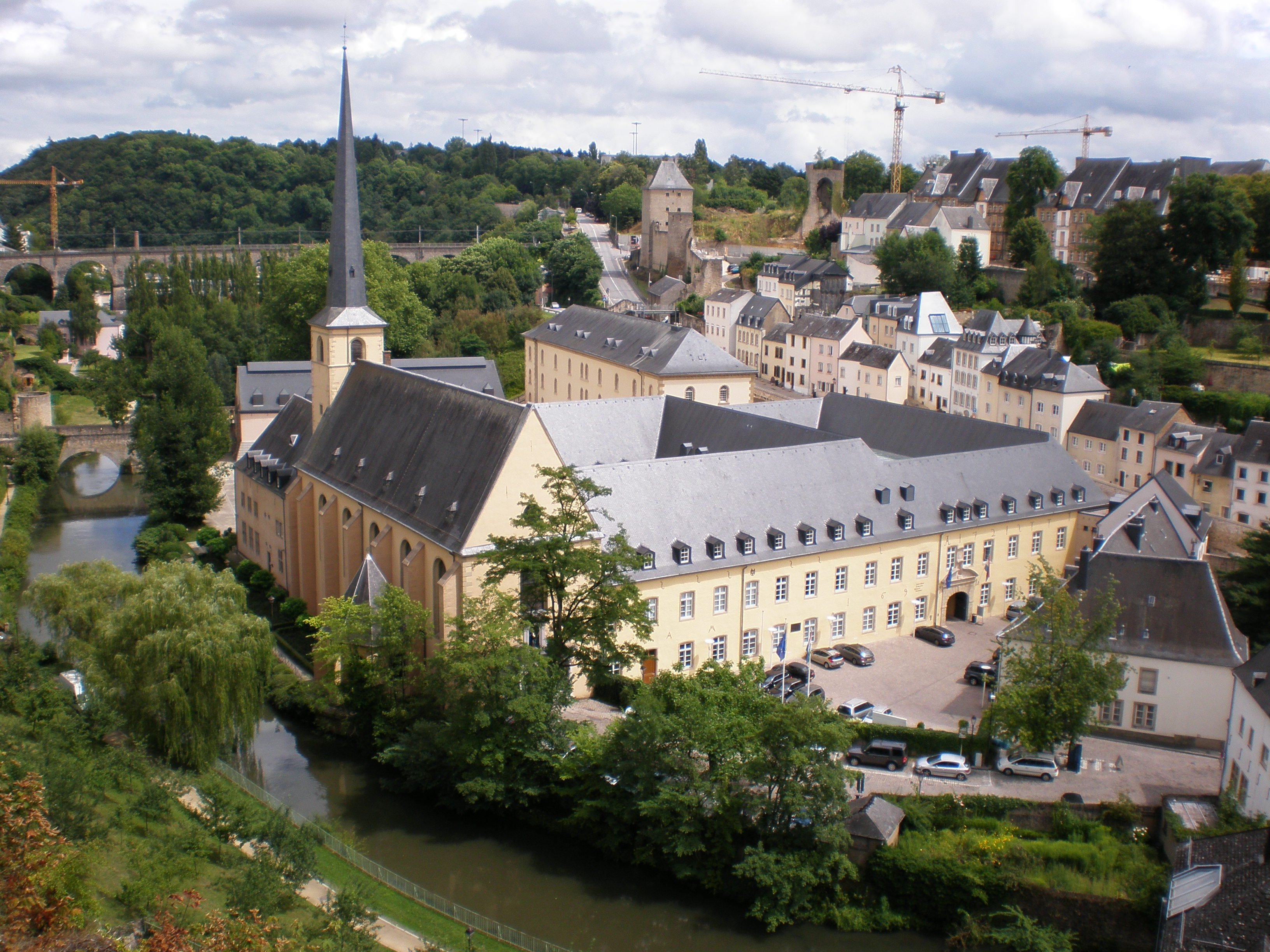
Johanniskirche mit Abtei Neumünster

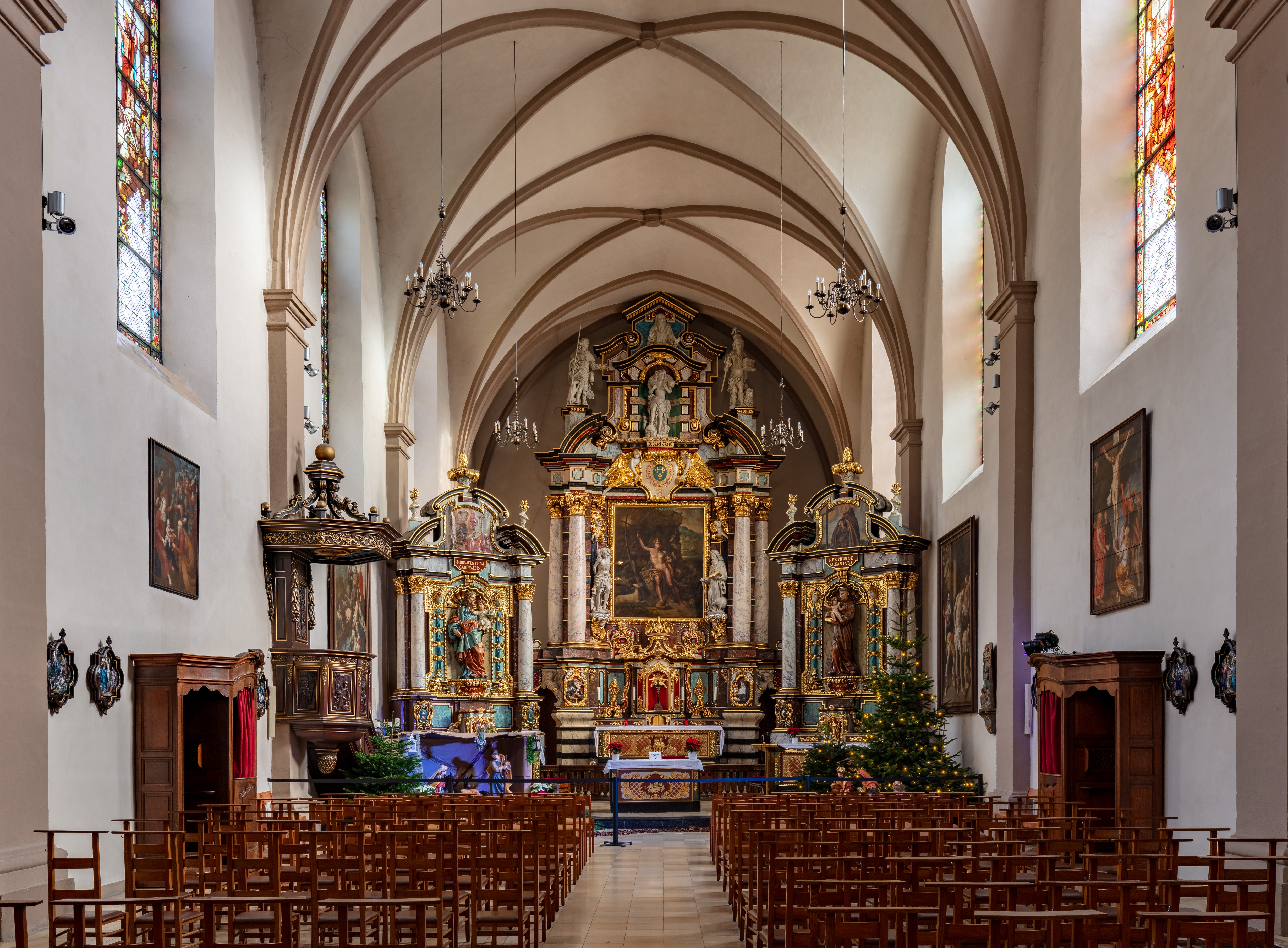
Innensicht der Kirche

Die Johanneskirche, auch St. Johann auf dem Stein, steht im Stadtteil Grund in Luxemburg.

## Geschichte
Die Johanneskirche findet schon 1309 in der Gründungsurkunde des Grafen Heinrich VII. Erwähnung. Gleichzeitig mit der Abtei Neumünster wurde 1606 ein Neubau errichtet. Ihre jetzige Form erhielt die Kirche in den Jahren 1688 bis 1705.

## Ausstattung
Die barocke Ausstattung wurde nach der Französischen Revolution (1789–1799) von anderen Kirchen übernommen. Sehenswert sind unter anderem die aus dem Jahre 1710 stammende Orgel und die Schwarze Madonna. Dieses als wundertätig verehrte Gnadenbild der schwarzen Notmuttergottes aus dem 14. Jahrhundert stammt aus der Kölner Parler-Schule und machte die Johanneskirche zu einem Pilgerziel.